# District historique de Belly River Ranger Station
Pour les articles homonymes, voir Belly (homonymie).
Le district historique de Belly River Ranger Station – ou Belly River Ranger Station Historic District en anglais – est un district historique dans le comté de Glacier, dans le Montana, aux États-Unis. Protégé au sein du parc national de Glacier, ce district centré sur une station de rangers construite dans le style rustique du National Park Service est inscrit au Registre national des lieux historiques depuis le 14 février 1986.